# Josep Maria Marquès i Planagumà
Josep Maria Marquès i Planagumà (Cruïlles, Baix Empordà, 8 d'octubre de 1939 - Girona, Gironès, 8 de novembre de 2007) fou un eclesiàstic i historiador català.
Es va ordenar prevere el 1963 i es doctorà a la Universitat Gregoriana de Roma amb una tesi sobre la nunciatura de Madrid al segle xvii i publicà els índexs de l'arxiu d'aquella nunciatura. El 1978 esdevé doctor en Història de l'Església i el 1981 es llicencia en Història per la Universitat Autònoma de Barcelona (UAB). Des de 1980 s'ocupà de l'Arxiu Diocesà de Girona, del qual elaborà repertoris que resumeixen prop de 60.000 documents. A partir del 2003 fou també cap del servei del patrimoni històric documental de la diòcesi.
Va publicar més de cent seixanta treballs com El cartoral de Santa Maria de Roses (1987), Rutes d'art sacre (1986), Impresos gironins de la Biblioteca del Seminari Diocesà: (1502-1936) (1987), Cristians de Girona (1990), Cartoral, dit de Carlemany, del bisbe de Girona (1993), Concilis provincials tarraconenses (1994), Cultura i art d'Església a la diòcesi de Girona (1997), Arxiu Diocesà de Girona: guia-inventari (1998), Pies paraules: anàlisi del llenguatge religiós (2000), Ermites i santuaris de la diòcesi de Girona (2000), Ordinari Ritual de Girona, 1502 (2006, amb Francesc Feliu) i Lletres del bisbe de Girona: segle XIV (2007, amb Jaume de Puig i Oliver). Creà i dirigí les col·leccions Sant Feliu i Francesc Eiximenis sobre les esglésies i la història, respectivament, del bisbat de Girona.
Fou col·laborador del Diccionari d'història eclesiàstica de Catalunya, i dels Annals de l'Institut d'Estudis Gironins, Dominus Vobiscum i Germinabit.
Fou nomenat membre de la Reial Acadèmia de la Història de Madrid el 2001. Fou també important la seva tasca pedagògica: degà d'estudis del seminari gironí (1978-1984) i professor de la Facultat de Ciències de l'Educació de la Universitat de Girona (1985-1997), de la Facultat de Teologia de Catalunya (1986-1996), i d'història de l'Església a l'Institut de Teologia i a l'Institut Superior de Ciències Religioses de Girona (1988). Fou rector de Fornells, Sils, Riudarenes, l'Esparra i Vallcanera i Quart.